# Wheatley (Arkansas)
Wheatley est un village situé dans l’État américain de l'Arkansas, dans le comté de Saint Francis.